# Orde van de Glimlach

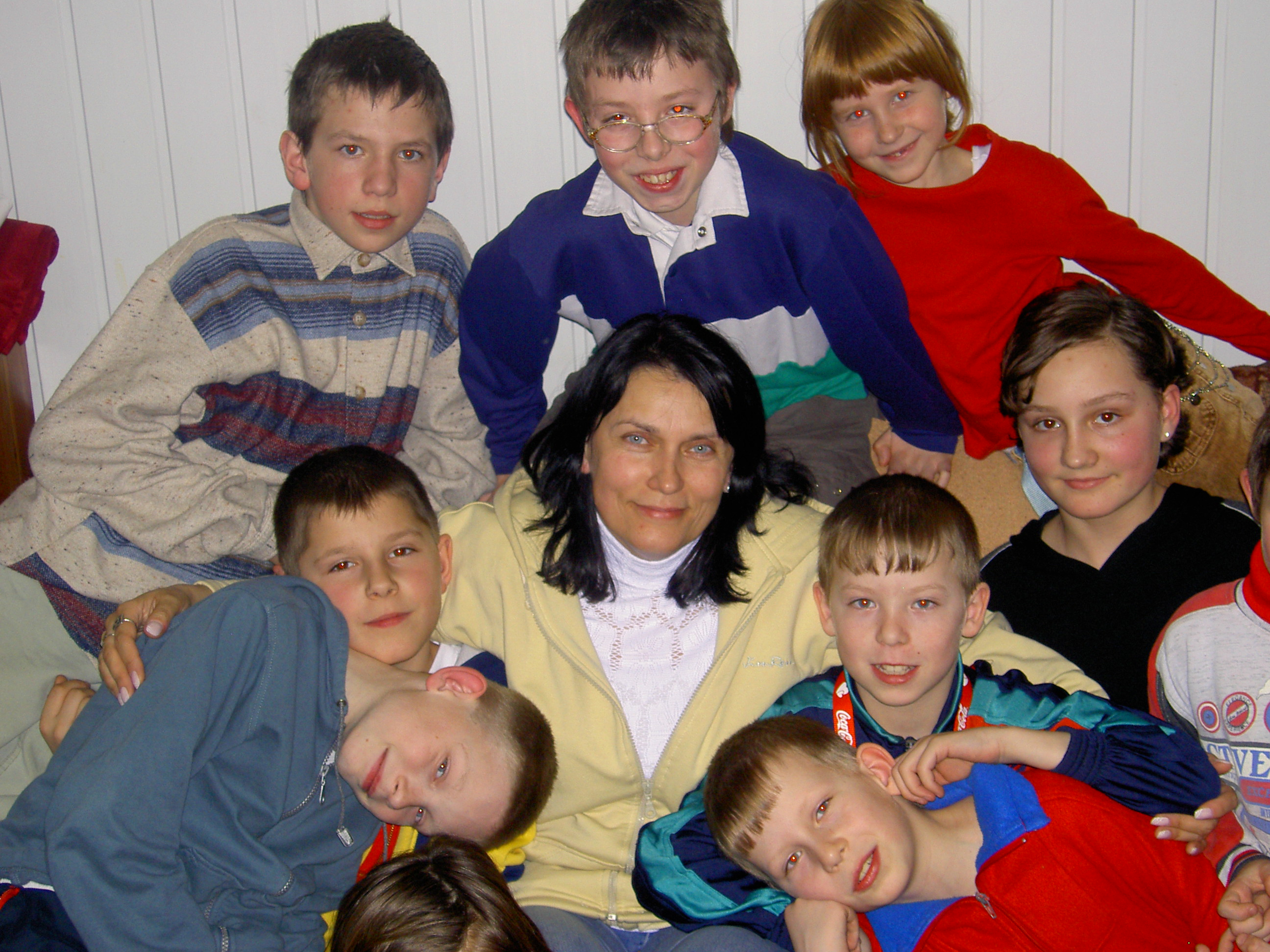
Ewa Chrobak, secretaris van de internationale afdeling van de Orde van de Glimlach in 2007, te midden van kinderen

De Orde van de Glimlach (Pools: Order Uśmiechu) is een onderscheiding die zijn oorsprong kent in Polen. De onderscheiding wordt door kinderen aan volwassenen toegekend. Sinds de officiële erkenning van de onderscheiding in 1979 door de Verenigde Naties is het een internationale onderscheiding.
Ontvangers van de prijs zijn onder meer Moeder Theresa, de dalai lama, koningin Silvia van Zweden, Astrid Lindgren, Steven Spielberg, Oprah Winfrey, Peter Ustinov, Zbigniew Lengren en Krystyna Feldman, Farah Diba.